# Furia rivoluzionaria
Furia rivoluzionaria (Fury in Paradise) è un film del 1955 diretto da George Bruce.
È un western statunitense e messicano ambientato nel 1910 con Peter M. Thompson e Rebeca Iturbide.

## Produzione
Il film, diretto e sceneggiato da George Bruce, fu prodotto da Alfonso Sánchez Tello per la Henri A. Lube Producciones e girato nel Morelos, in Messico, nel 1953. Il titolo di lavorazione fu Blood on the Stars.

## Distribuzione
Il film fu distribuito con il titolo Fury in Paradise negli Stati Uniti nel 1955 al cinema dalla Gibraltar Motion Picture Distributors.
Altre distribuzioni:
- in Italia (Furia rivoluzionaria)
- in Messico (Señor gringo)